# Ptačí kupy
Ptačí kupy (též Ptačí vrchy, německy Vogelkoppen) je hora v Jizerských horách poblíž Hejnic v okrese Liberec. Na vrcholové části a severozápadním svahu se nachází stejnojmenná přírodní rezervace s rozlohou 11,76 ha. Vrchol s nadmořskou výškou 1013 metrů je přístupný jako vyhlídka.
Oblast je pojmenována podle žulových skalních útvarů, které zde leží a jsou spolu s neobvykle vysoko položenými bučinami chráněny v rámci přírodní rezervace, chráněné krajinné oblasti a soustavy Natura 2000. Smíšené vrcholové lesy jsou kromě buku lesního (Fagus sylvatica) tvořeny smrkem ztepilým (Picea abies) a jeřábem ptačím (Sorbus aucuparia). Ve dvacátém století byl místní porost značně poničen kyselými dešti.

## Lokalita
PR Ptačí kupy leží ve střední části CHKO Jizerské hory jižně od Hejnic. Hora vystupuje ze souvislého lesního smrkového a bukového porostu typického pro místní oblast. Přírodní rezervace se rozkládá v nadmořské výšce 900–1008 metrů.
Vyhlídka je přístupná je pouze pro pěší a v docházkové vzdálenosti po značené trase ve vzdálenosti osm kilometrů od obce Hejnice a dvanáct kilometrů od Oldřichova v Hájích. Oblast leží v okrese Liberec.
Poblíž se nachází hory Holubník, Poledník, Ořešník a Olivetská hora. Z vrcholu je výhled na Frýdlantsko, Ještědsko, Kozákovský hřeben, Krkonoše a Lužické hory.

## Historie
Název Ptačí kupy má historický význam ve středověké činnosti zvané čižba (ptáčnictví). Právě na vrcholu této hory se nacházelo jedno z Jizerských čihadel.
První ochrana oblasti byla vyhlášena 21. června 1960 Ministerstvem školství a kultury pod názvem státní přírodní rezervace Ptačí vrchy za účelem ochrany porostů, květeny a krajinných útvarů. V roce 1965 byla ministerstvem kultury ČSSR přejmenována na přírodní rezervaci Ptačí kupy a následně byla ochrana PR roku 1992 potvrzena Ministerstvem životního prostředí.
V minulosti zde hojně rostla také jedle bělokorá (Abies alba) ta ale podlehla kácení. Dnes je sem zpětně vysazována spolu s bukem lesním (Fagus Sylvatica) a javorem klenem (Acer pseudoplatanus). Ačkoli je současný les na území velice cenný, je považován za les kulturní a přírodě blízký. Kvůli hospodářské činnosti v minulosti a dnešnímu vlivu přemnožené spárkaté zvěři je ovlivněna druhová skladba a porost nelze nazvat jako původní nebo přírodní.
Ve čtyřicátých až osmdesátých letech dvacátého století byly místní lesy spolu s dalšími oblastmi v Jizerských horách poškozeny imisemi SO2 a následnými kyselými dešti z blízkých německých a polských elektráren. Imise poklesly pod kritickou hodnotu až v roce 1991 kdy byl provoz v dotyčných elektrárnách značně omezen. Z této doby v rezervaci pozůstaly skelety odumřelých smrků, které zde byly ponechány a dnes slouží jako habitat pro bezobratlé a ptactvo.

## Přírodní poměry

### Geologie
Temeno hory je plochého tvaru ale samotný vrchol je tvořen dvěma skalními útvary z hrubozrnné dvojslídné jizerské žuly. Třetí útvar leží ve strmém severozápadním svahu a další tři menší jsou roztroušeny po rezervaci. Skalní kupy svého tvaru nabyly zvětráváním vodou, mrazem a větrem. Jsou specifické mrazovými sruby, puklinami a vodorovnou deskovitou odlučností.
Půda v oblasti je acidofilní a oligotrofní (s nízkým obsahem živin a minerálů). Je zde mapována surová půda, rezivá půda a podzol. Substrát je zde kyselý kvůli podloží žuly a kyselým dešťům ve dvacátém století. Vrstva půdy nad horninou je v oblasti poměrně mělká, často jen několik decimetrů. Na vrcholu se vyskytuje litozem mocná jen několik centimetrů.
Hora je součástí komplexu Smědavské hornatiny a jedná se o severní výspu Hejnického hřbetu. Nejvyšší bod rezervace leží na jihovýchodním okraji území ve výšce 1013 metrů. Nižší ze dvou vrcholových kup je rozdělena průrvou, skrz kterou vede turistická hřebenová stezka.

### Flóra
V západní oblasti pod vrcholem se nachází nejvýše položený souvislý acidofilní porost buku lesního (Fagus sylvatica) v Jizerských horách. Na vrcholu roste také jeřáb ptačí (Sorbus aucuparia) a smrk ztepilý (Picea abies). V původních pralesních porostech zde rostla také jedle bělokorá (Abies Alba), která byla vytlačena lesnickou prací a ostatními dřevinami.
Vzhledem k oligotrofním podmínkám horského vrcholu zde roste poměrně malé množství druhů rostlin a zatím zde nebyl proveden cílený a ucelený fytocenologický průzkum místních botanických druhů.
Severní odlesněné části svahu jsou porostlé brusnicí borůvkou (Vaccinium myrtillus) a brusnicí brusinkou (Vaccinium vitis-idaea). Pozorovány zde byly další horské rostliny jako podbělice alpská (Homogyne alpina), starček hajní (Senecio nemorensis), kokořík přeslenitý (Polygonatum verticillatum), vrbina hajní (Lysimachia nemorum), všenka nachová (Prenanthes purpurea), černýš luční (Melampyrum pratense), zlatobýl obecný (Solidago virgaurea), sedmikvítek evropský (Trientalis europaea), expanzivní třtina chloupkatá (Calamagrostis villosa) a kapradiny papratka horská (Athyrium distentifolium), bukovinec osladičovitý (Phegopteris connectilis) a bukovník kapraďovitý (Gymnocarpium dryopteris).

### Fauna
Ačkoli přímo na skalním masivu kvůli oblíbenosti turistů v dnešní době již vzácné ptactvo pravděpodobně nepotkáme, okolní skály by mohly poskytovat vhodné podmínky i pro sýce rousného (Aegolius funereus) nebo sokola stěhovavého (Falco peregrinus), kteří jsou spolu s dalšími druhy hlavními objekty ochrany ptačí oblasti v Jizerských horách. Dalším místním druhem je krkavec velký (Corvus corax) nebo kulíšek nejmenší (Glaucidium passerinum), který hnízdí v dutinách starých stromů.
Z bezobratlých tu žijí střevlíci - například střevlík lesní (Carabus sylvestris), tesaříci - např. tesařík pižmový (Aromia moschata) nebo kovaříci. Pro místní bučiny jsou typické druhy jako bělopásek topolový (Poplar admiral), batolec duhový (Apatura iris), batolec červený (Apatura ilia) nebo martináček bukový (Aglia tau). Kupy balvanů na vrcholu by mohly sloužit jako útočiště reliktním druhům z čeledi drabčíkovitých kteří žijí i na dalších vrcholech Jizerských hor.
Dalšími druhy žijícími na tomto území je z obojživelníků mlok skvrnitý (Salamandra salamandra), čolek horský (Ichthyosaura alpestris) a čolek obecný (Lissotriton vulgaris). Z plazů slepýš křehký (Anguis fragilis), jedovatá zmije obecná (Vipera berus) a ještěrka živorodá (Zootoca vivipara).
Mezi savci, které bychom zde mohli pozorovat jsou běžné druhy lesní zvěře jako srnec obecný (Capreolus capreolus), jelen evropský (Cervus elaphus), králík divoký  (Oryctolagus cuniculus), kuna skalní (Martes foina), kuna lesní (Martes martes), liška obecná (Vulpes vulpes) a prase divoké (Sus scrofa). Rozšířeným druhem vrcholů jizerských hor je také rejsek horský (Sorex alpinus).

### Podnebí
Podnebí odpovídá nadmořské výšce kolem 1000 m. Velký vliv na klima mají povětrnostní podmínky kvůli severní poloze v rámci Jizerských hor. Oproti jiným českým lokalitám ve stejné nadmořské výšce mají ale Ptačí kupy vyšší roční úhrn srážek. Tendence k větším srážkovým poměrům mají celé jizerské hory, které jsou svým reliéfem vystaveny vlhkému oceánskému proudění. Ačkoli je místní klima poměrně chladné a vlhké, v porovnání s centrální částí pohoří je relativně mírné díky údolním a horským větrům.
Oblast spadá do povodí Odry a je odvodňována do Malého a Velkého Štolpichu, Smědé a Lužické Nisy. Stálé vodní toky nebo plochy zde nenajdeme.

## Ochrana
Rezervace je součástí CHKO Jizerské hory. Dále také ptačí oblasti a většina území patří pod evropsky významnou lokalitu Jizerskohorské bučiny. Obojí v rámci soustavy Natura 2000. Předmětem ochrany jsou místní horské acidofilní porosty buku lesního (Fagus sylvatica), květena a krajinné útvary z žuly. V přírodní rezervaci Ptačí kupy jsou vyloučeny činnosti hospodářského zájmu, cílem je naopak potlačení antropogenních vlivů a ochrana přírodních procesů. Nejcennější část rezervace byla kvůli okusu zvěře oplocena, v letech 1997-1998 ožínána proti expanzivní třtině chloupkaté a byly zde vysazeny nové semenáčky za účelem ochrany bukového lesa. V roce 2003 proběhly výchovné prořezávky, nové výsadby a zvětšení plochy oplocené části. Vzhledem k úspěšnosti zachování ekosystému byl plot v roce 2010 zbourán.

## Přístup

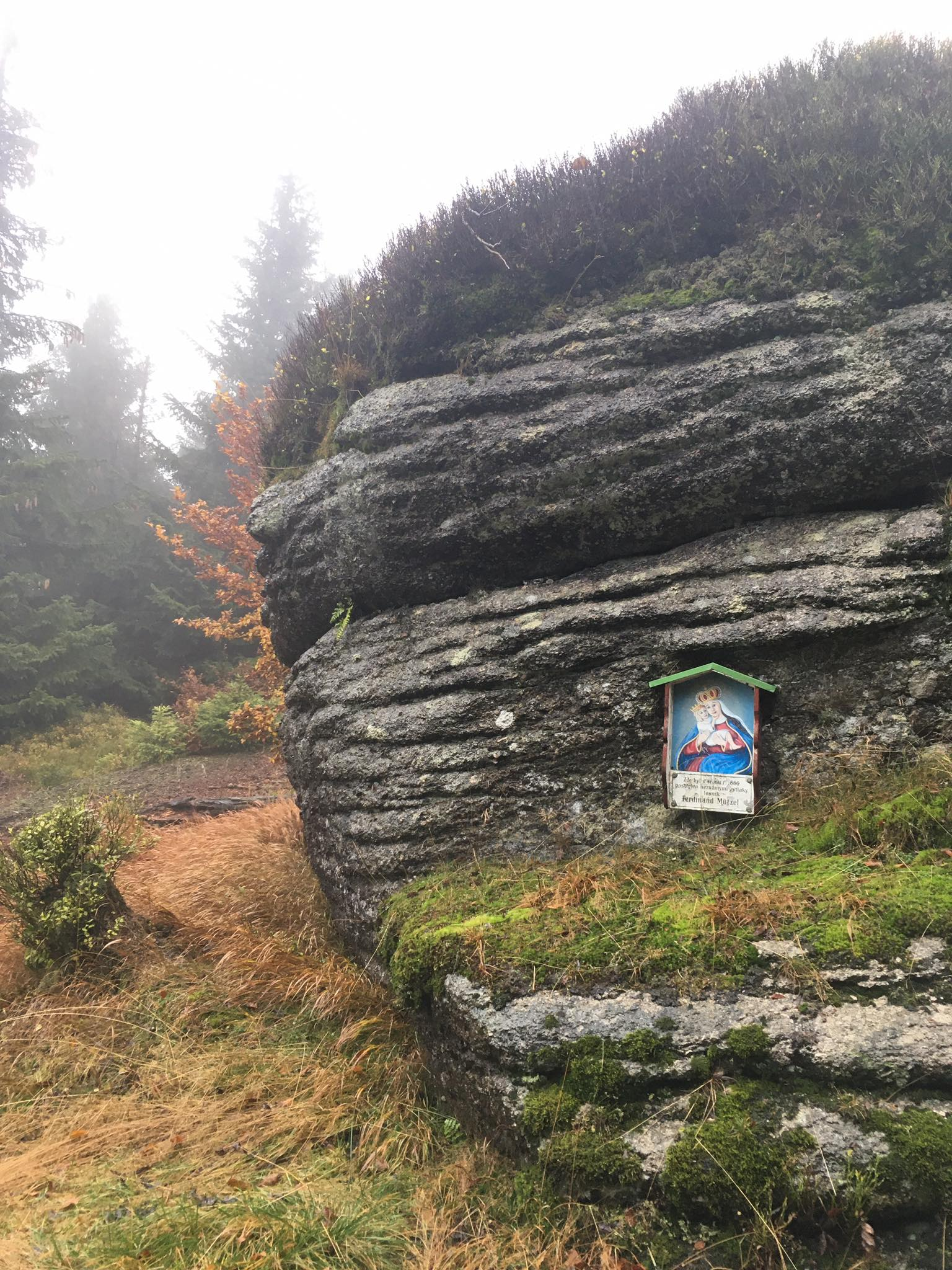
Mützelův obrázek pod Ptačími kupami na památku střetu lesníků s pytláky.

Ptačí kupy jsou jednou z přirozených skalních vyhlídek s přístupem pro pěší veřejnost v Jizerských horách a přes vrchol vede hřebenová červená turistická stezka. Jako na všech Jizerských „tisícovkách“ je i na této hoře vrcholová kniha pro návštěvníky. Ačkoli ptačí kupy neleží v turisticky nejnavštěvovanější oblasti Jizerských hor, jde o poměrně oblíbenou lokalitu. Přírodní procesy jsou tu hlavně během léta pod nátlakem eroze slabé půdy a sešlapu vegetace kvůli vstupování mimo vyznačené trasy. Kvůli strmému a hornatému terénu je cesta přes vrchol nepřístupná cyklistům i běžkařům.

#### Mützelův obrázek
Na severovýchod od vrcholu, mimo značenou turistickou stezku je pomník zvaný Mützelův obrázek. Postaven zde byl na památku střetu lesníků s ozbrojenými pytláky, kteří jednoho z nich postřelili. Pod malovaným obrázkem je na pomníku napsáno: „Zde byl v srpnu 1866 postřelen neznámými pytláky lesník Ferdinand Mützel.“

## Fotogalerie

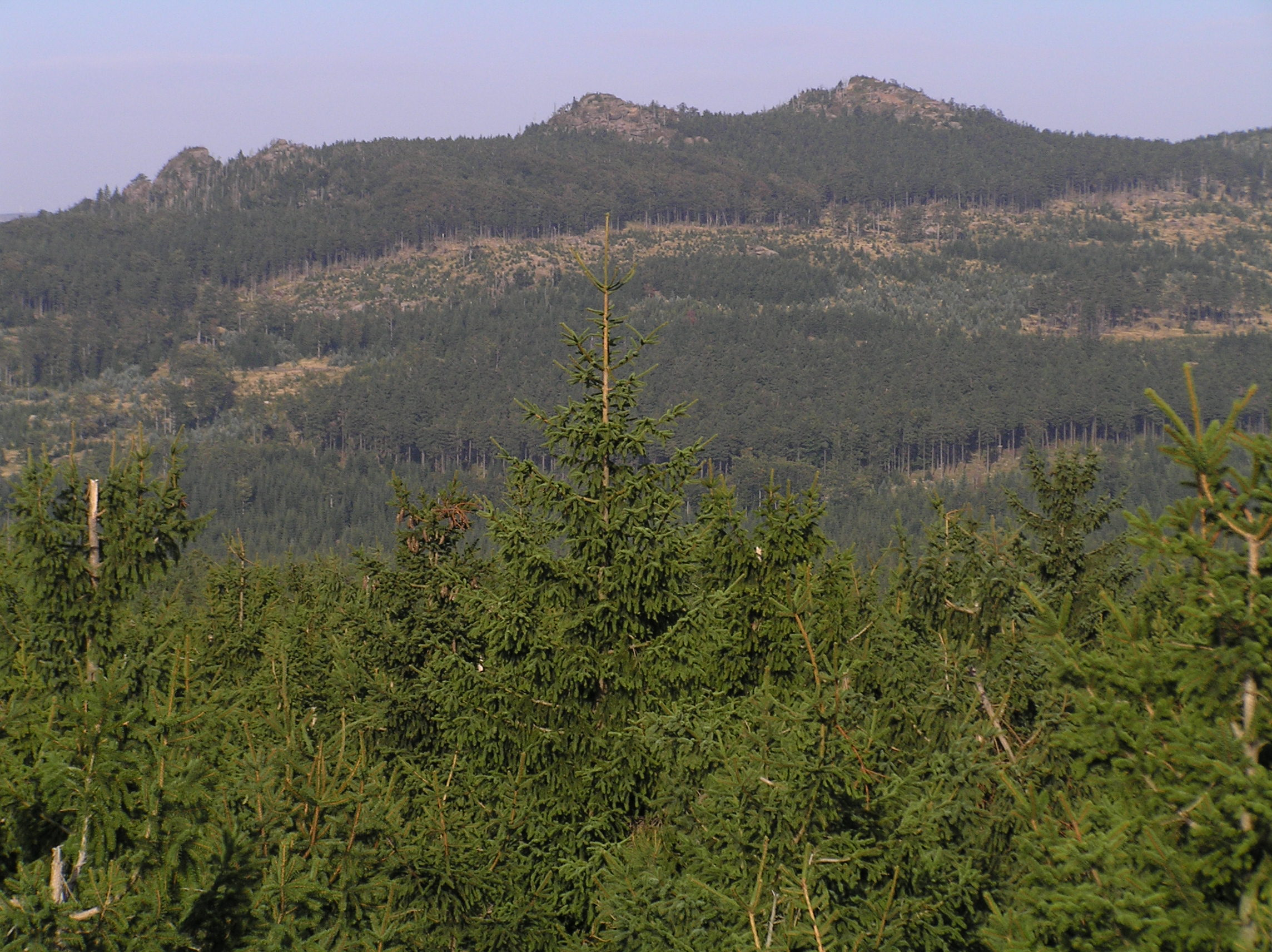
Ptačí kupy z Olivetské hory (886 m)
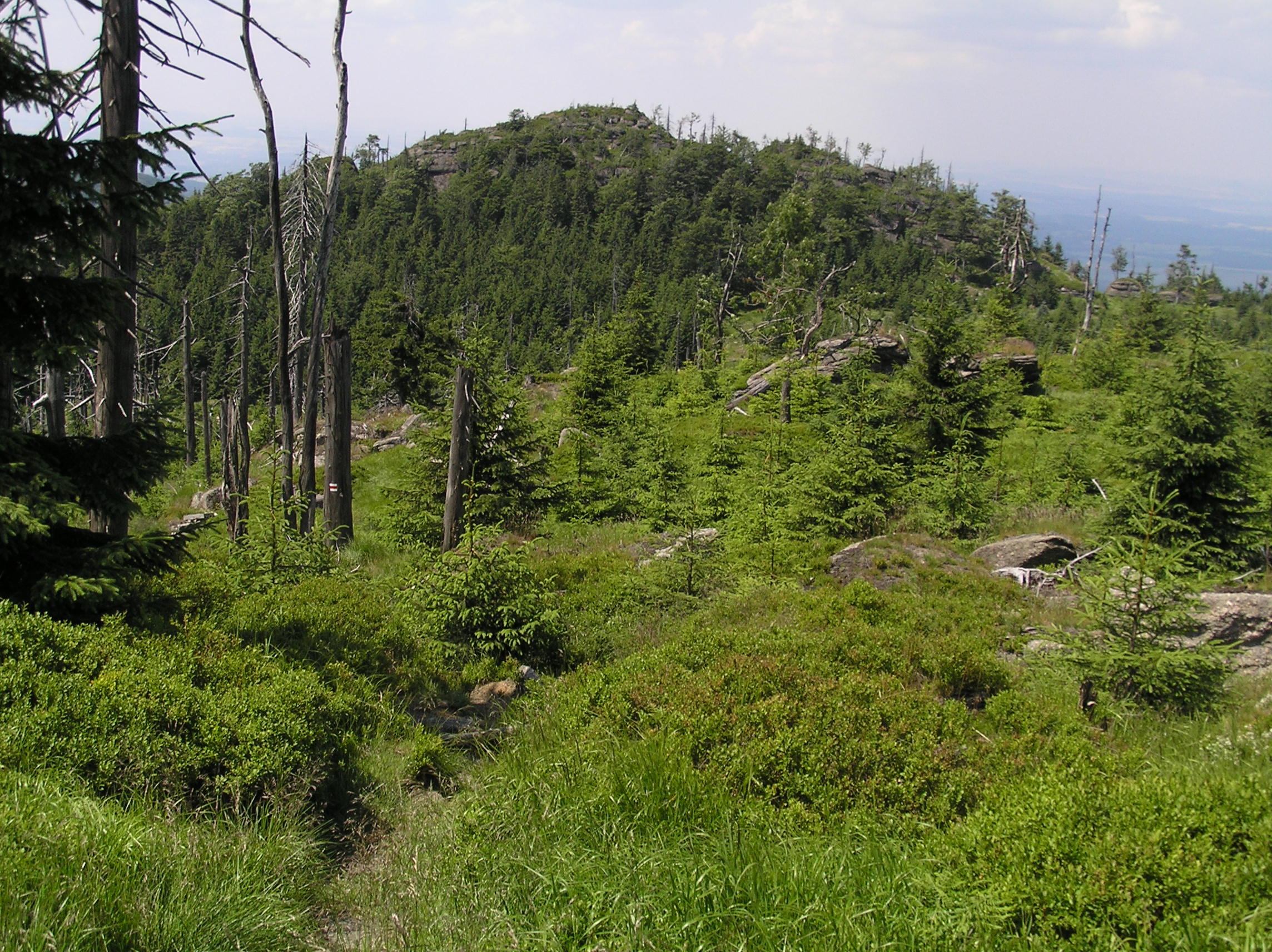
celkový pohled na Ptačí kupy ze stezky od Holubníku
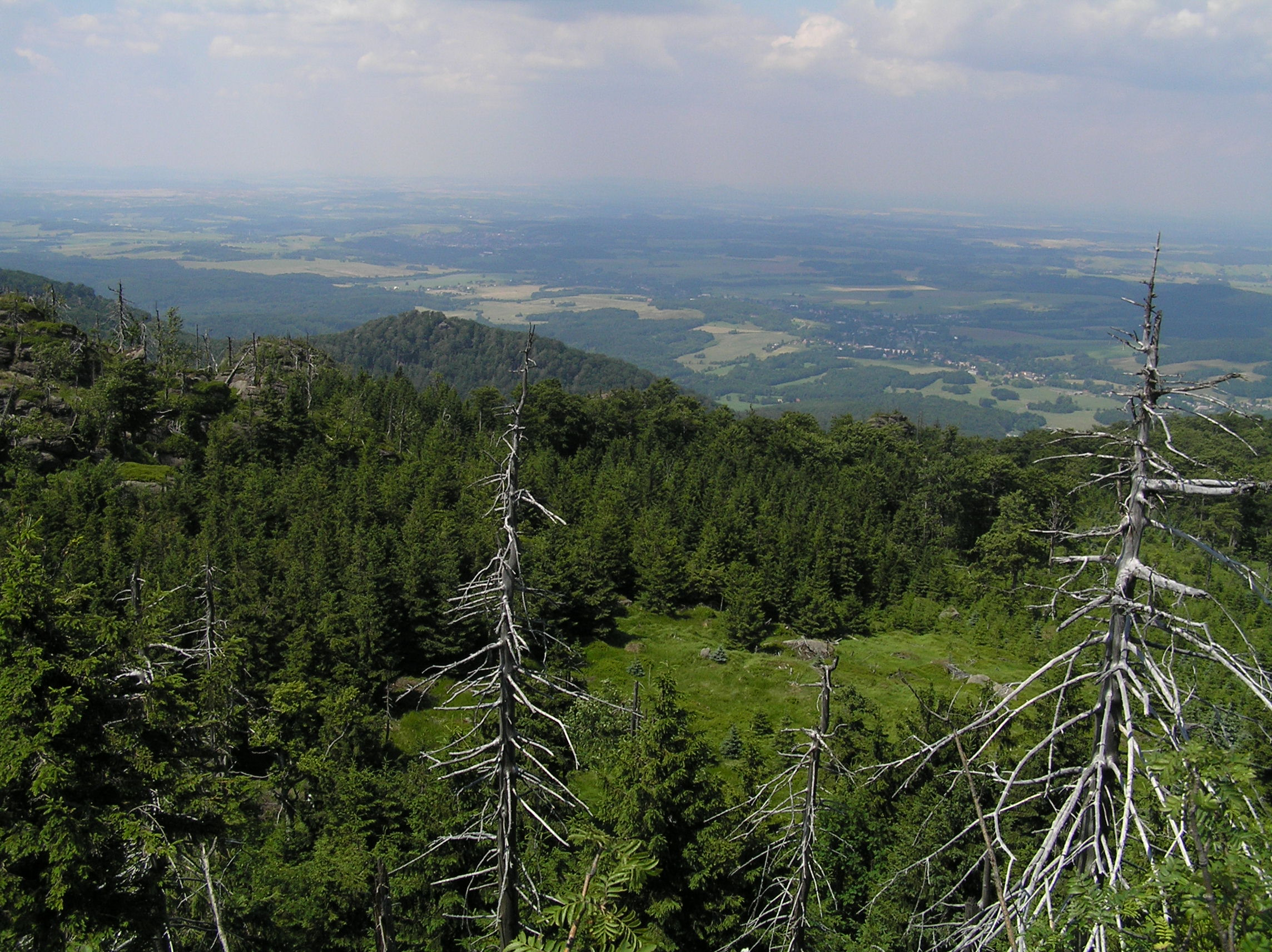
výhled na Raspenavu a okolí
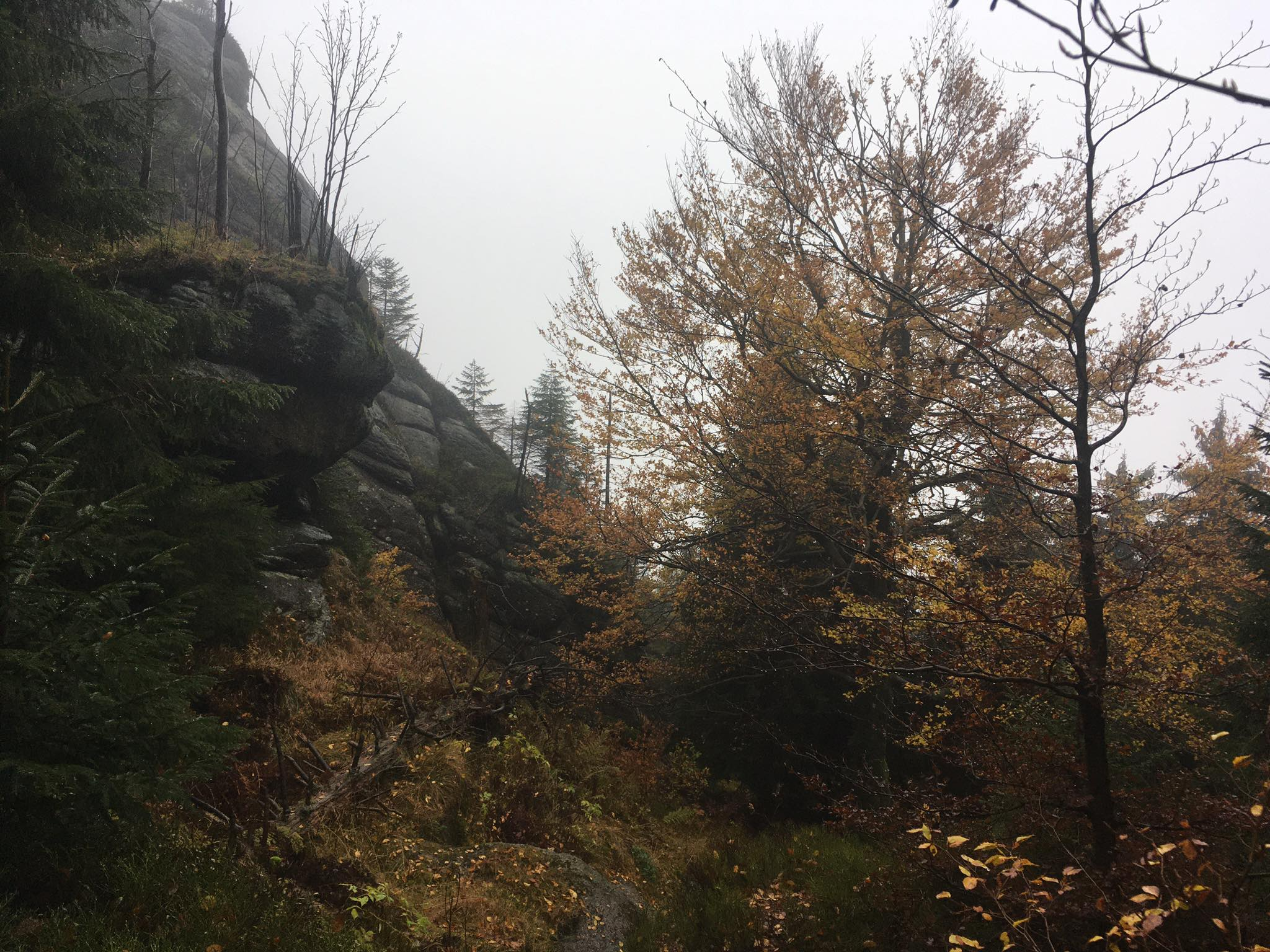
Pohled na přírodní rezervaci Ptačí kupy z jihovýchodního svahu
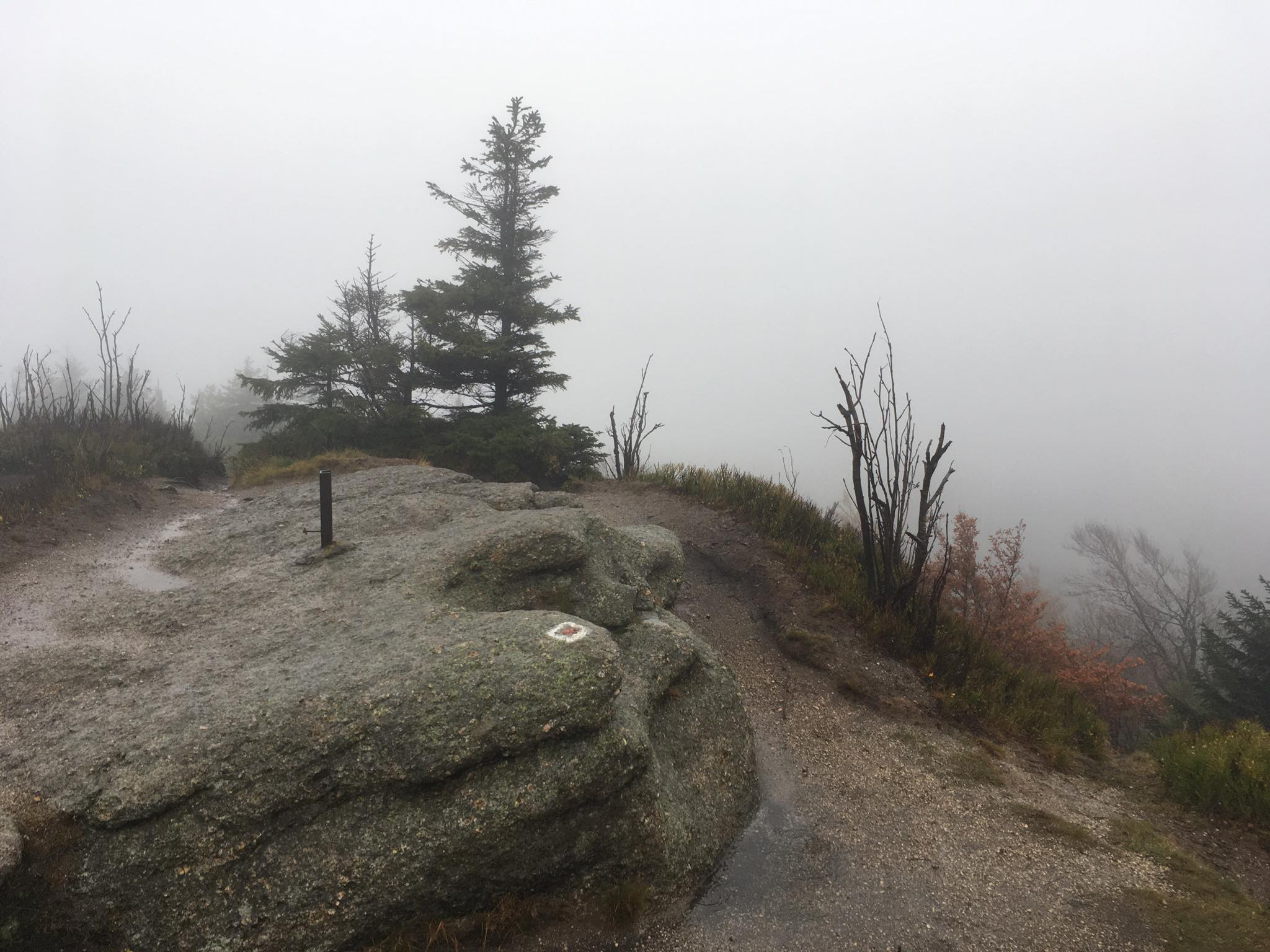
Vrchol hory Ptačí kupy 1013 m n. m
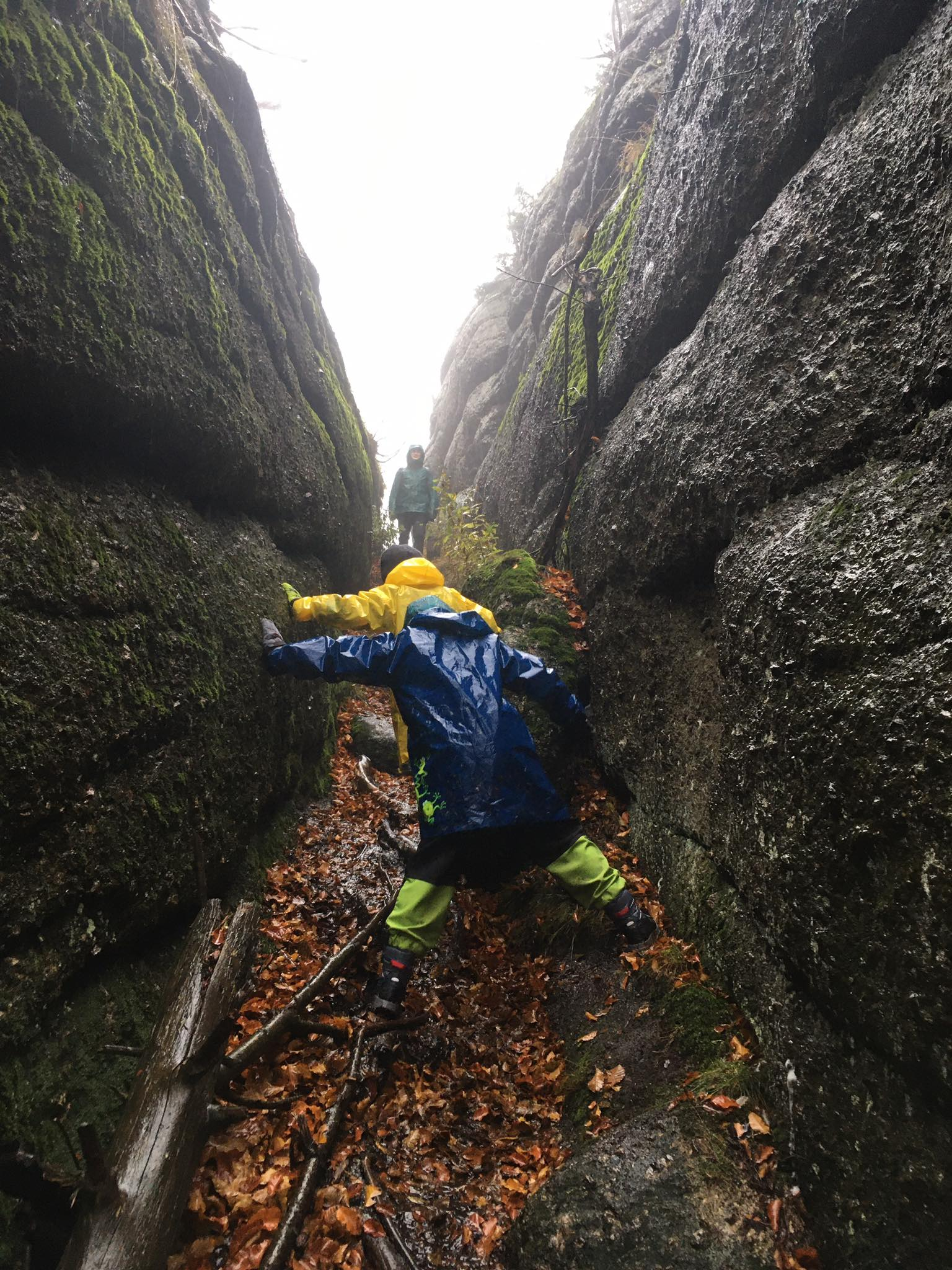
Návštěvníci na turistické stezce vedoucí průrvou mezi žulovými útvary Žulových masivů